# Starodub
Starodub (russisch Стародуб; ukrainisch Стародуб, wörtl. 'Alte Eiche') ist eine Stadt in der Oblast Brjansk (Russland) mit 19.010 Einwohnern (Stand 14. Oktober 2010).

## Geografie
Die Stadt liegt in der Desna-Niederung etwa 170 km südwestlich der Oblasthauptstadt Brjansk am Fluss Babinez im Flusssystem des Dnepr (Babinez → Wablja → Sudost → Desna → Dnepr).
Starodub ist Verwaltungszentrum des gleichnamigen Rajons.

## Geschichte
Starodub wurde erstmals 1080 urkundlich als zum Fürstentum Tschernigow gehörige Stadt erwähnt. Der Name ist vom russischen stary dub für alte Eiche abgeleitet (siehe Stadtwappen). Von Mitte des 12. Jahrhunderts bis 1517 war Starodub Hauptstadt des Fürstentums Starodub, das als Abspaltung des Fürstentums Tschernigow für einen Zweig des Tschernigower Fürstenhauses angelegt wurde.
Im 13. Jahrhundert wurde Starodub im Mongolensturm unter Führung von Batu Khan niedergebrannt und das Fürstentum Starodub erlosch.
Im Jahr 1356 wurde das Fürstentum Starodub als Titularfürstentum neugegründet. Zunächst trug der Fürst des Fürstentums Bryansk den zusätzlichen Titel Fürst von Starodub, später fiel der Titel an die Großfürsten Litauens und Moskaus, je nachdem wer grade über das Staroduber Land herrschte.
Seit dem 14. Jahrhundert gehörte die Stadt zum Großfürstentum Litauen, später Polen-Litauen. Zwischen 1503 und 1618 gehörte Starodub zum Großfürstentum Moskau, bevor es nochmals an Polen fiel.

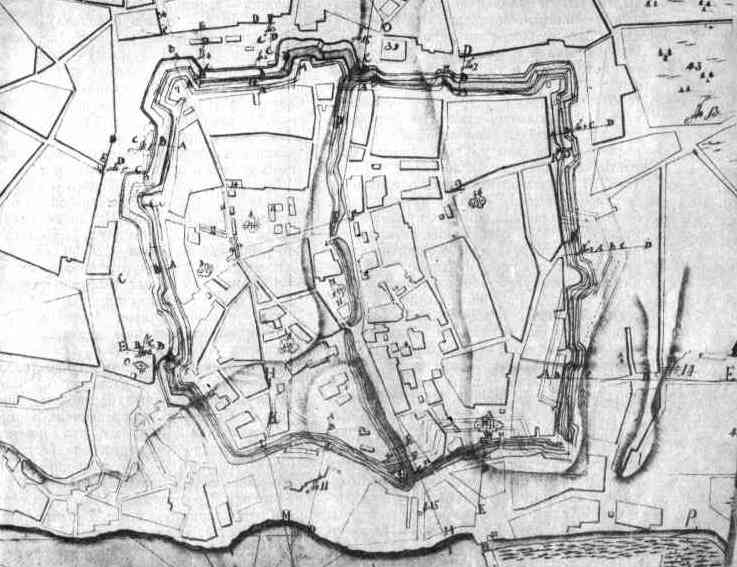
Plan der Festung Starodub (1746)

1648 wurde die Stadt von Truppen Bohdan Chmelnyzkyjs eingenommen, 1654 wurde sie Standort des Staroduber Regiments des Hetmanats, 1666 erhielt sie die Selbstverwaltung. 1686 wurde die Zugehörigkeit der Stadt zu Russland mit dem Ewigen Frieden festgeschrieben.
Insbesondere im 17. Jahrhundert war Starodub ein wichtiger Handelsort zwischen Moskau und Zentralrussland sowie der (polnischen) Ukraine und Westeuropa.
1781 erhielt Starodub das moderne Stadtrecht als Verwaltungszentrum eines Kreises (Ujesds) der Statthalterschaft Nowgorod-Sewerski. Ab 1802 gehörte es zum Gouvernement Tschernigow, ab 1919 zum Gouvernement Gomel.
1917–1918 gehörte Starodub zur Ukrainischen Volksrepublik und dem Ukrainischen Staat von Hetman Pawlo Skoropadskyj. Nach dem Gesetz vom 2.–4. März 1918 sollte die Stadt Zentrum der historischen ukrainischen Region Siwerschtschyna werden.
Im Zweiten Weltkrieg wurde Starodub am 18. August 1941 von der deutschen Wehrmacht besetzt und am 22. September 1943 von Truppen der Brjansker Front der Roten Armee zurückerobert.

### Bevölkerungsentwicklung
| Jahr | Einwohner |
| ---- | --------- |
| 1897 | 12.381    |
| 1926 | 10.900    |
| 1939 | 12.565    |
| 1959 | 11.694    |
| 1970 | 15.130    |
| 1979 | 17.196    |
| 1989 | 18.906    |
| 2002 | 18.643    |
| 2010 | 19.010    |

Anmerkung: Volkszählungsdaten (1926 gerundet)

## Kultur und Sehenswürdigkeiten
In der Stadt sind die Gottesmutter-Geburts-Kathedrale (Рождественский собор/Roschdestwenski sobor) von 1617, die Epiphaniaskirche (Богоявленская церковь/Bogojawlenskaja zerkow) von 1789 und die Nikolaikirche (Николаевская церковь/Nikolajewskaja zerkow) von 1802 erhalten, daneben die Gebäude der ehemaligen Geistlichen Lehranstalt und des Jungengymnasiums.
Die Stadt besitzt ein Heimatmuseum.

## Wirtschaft und Infrastruktur
In Starodub als Zentrum eines Landwirtschaftsgebietes überwiegen Betriebe der Lebensmittelindustrie (Obst- und Gemüsekonserven, Großmolkerei usw.). Daneben gibt es kleinere Betriebe der Leicht- und elektrotechnischen Industrie.
Die Stadt liegt ist Endpunkt einer 30 Kilometer langen Eisenbahnstrecke, die in Schetscha von der Strecke Unetscha–Woroschba (Ukraine) abzweigt (nur Güterverkehr).

## Persönlichkeiten
- Alina Bondy-Glassowa (1865–1935), Malerin, geboren in Starodub
- Maria Einstein-Schaefer (geb. Maria Ramm; 1890–1975), Ehefrau von Carl Einstein und deutsch-russische Übersetzerin, geboren in Starodub
- Uri Nissan Gnessin (1879–1913), hebräischer Schriftsteller, geboren in Starodub
- Alexandra Ramm-Pfemfert (1883–1963), Übersetzerin, Publizistin und Galeristin, geboren in Starodub
- Nadja Strasser (geb. Noemi Ramm; 1871–1955), Feministin, Schriftstellerin und Übersetzerin, geboren in Starodub